# Falling Skies
Falling Skies ist eine US-amerikanische Military-Science-Fiction-Fernsehserie von Robert Rodat. Die Serie startete am 19. Juni 2011 auf dem US-Kabelsender TNT mit einer Doppelfolge und wird von DreamWorks Television produziert, während Steven Spielberg als ausführender Produzent fungiert. Sie beginnt sechs Monate nach einer Invasion der Erde durch Außerirdische und zeigt das Leben einer Widerstandszelle in Massachusetts und anderen Orten entlang der Ostküste der Vereinigten Staaten. Die deutschsprachige Erstausstrahlung fand am 24. Juni 2011 bei TNT Serie statt.
Die fünfte und letzte Staffel enthält zehn Episoden und wurde vom 28. Juni bis zum 30. August 2015 ausgestrahlt.

## Handlung
Falling Skies erzählt die Geschichte einer Invasion Außerirdischer (von den überlebenden Menschen „Skitter“ und „Mechs“ genannt, letztere sind von den Aliens kontrollierte Kampfroboter) und folgt einer Gruppe Überlebender. Im Laufe der Invasion haben die Außerirdischen die Menschheit stark dezimiert, Erwachsene getötet und Kinder mittels eines mit dem Zentralnervensystem verbundenen Parasiten, der sogenannten Steuerung, zu ihren Sklaven umfunktioniert. Ziel der Aufklärungsgruppe rund um den Militärhistoriker und Vizebefehlshaber der Widerstandszelle „Die Zweite Massachusetts“ Tom Mason, den Protagonisten der Serie, ist das Sammeln von Informationen und vor allem das In-Erfahrung-Bringen der Pläne der Außerirdischen. Später erfahren sie, dass den Skitters der gleiche Parasit wie den Kindern verpflanzt wurde, weshalb sie vermuten, dass sie früher „etwas anderes“ waren. Außerdem entdecken sie eine weitere außerirdische Spezies, welche „Overlords“ genannt werden, die im Gegensatz zu den Skitters eine humanoide Körperform besitzen und die Skitters offenbar befehligen. Außerdem tauchen spinnenähnliche Aliens auf, welche sich durch alles, sogar durch Stahl, fressen können.
Zum Ende der zweiten Staffel gelingt der „Zweiten Mass“ ein Anschlag gegen die Aliens und ein Overlord wird dabei getötet. Zuvor hatte eine Gruppe von Rebellen innerhalb der fremden Allianz den Menschen die nötigen Informationen zu diesem Anschlag gegeben. Die zweite Staffel endet damit, dass eine neue Spezies auf dem Planeten landet. Es bleibt vorerst unbekannt, ob es sich um weitere feindliche Eindringlinge handelt oder um neue Alliierte.
Zu Beginn der dritten Staffel stellen sich die neuen Außerirdischen – die „Volm“ – als Verbündete heraus, die selbst – schon seit Generationen – Krieg gegen die Overlords (von den Volm „Espheni“ genannt) führen. Die neuen Verbündeten statten die Menschen mit fortschrittlichen Waffen und Technologien aus, die es beispielsweise ermöglichen, die Steuerungsparasiten rückstandsfrei zu entfernen oder „Mechs“ zu vernichten. Die Antwort der Espheni darauf sind mehr und stärkere Luftangriffe und riesige, stark gepanzerte Mega-Mechs. Tom wurde in der Zwischenzeit zum Präsidenten der „Neuen Vereinigten Staaten“ gewählt und die allgemeine Lage der Menschen hat sich zwischenzeitlich verbessert. Allerdings ist trotz der Hilfe der „Volm“ sowie der Skitter-Rebellen noch kein entscheidender Sieg gelungen. Gegen Ende der Staffel entführt Karen, der neue Overlord, Anne Glass und ihre Tochter Alexis, genannt Lexi, und aktiviert ein auch für die Volm von außen undurchdringliches Netz um den gesamten Planeten, das die Atmosphäre für Menschen und andere irdische Lebensformen innerhalb weniger Monate verstrahlen wird. Bei einem Angriff der Espheni auf die Basis der Volm werden – bis auf den Sprecher „Cochise“ – alle der verbündeten Außerirdischen getötet. Die unter der zerstörten Volm-Basis verschüttete hochenergetische Volm-Waffe kann schließlich ausgegraben und gegen die Espheni-Basis in Boston zum Einsatz gebracht werden, die zerstört wird. Das Energienetz um die Erde bricht daraufhin zusammen und ein großes Volm-Schiff landet in Boston. Obwohl die befreundeten Außerirdischen den Kampf zunächst allein weiterführen und die menschlichen Überlebenden in ein sicheres Reservat in Brasilien überführen wollen, kann Tom Mason den Commander der Volm überzeugen, die Menschen ebenfalls ihren Krieg gegen die Besatzer fortsetzen zu lassen. Karen wird bei einem Treffen von Tom Mason und Maggie erschossen; Anne Glass und Lexi kommen frei.
Zu Beginn der vierten Staffel werden die Hauptfiguren der „Zweiten Massachusetts“ durch einen Angriff der Espheni auf Charleston getrennt. Diese setzen neuartige Laserzäune ein, die das ganze Gebiet rund um Charleston einzäunen und ausbruchssicher machen. Die anderen, die der Einzäunung entgehen können, finden sich teils im paradiesischen Chinatown wieder oder müssen sich außerhalb durchschlagen. Cochise gibt Tom im Ghetto weitere Informationen über die wichtigste Energiequelle der Espheni. Nur noch eine Handvoll Volm-Truppen sind auf der Erde verblieben, da sein Vater die Erde bereits abgeschrieben hat. Tom plant mit Weaver, Hal, Pope und dem neu dazugestoßenen Dingaan eine Flucht aus dem Ghetto, die auch gelingt. Ben erwacht im paradiesischen Chinatown, wo keine Waffen gestattet sind und kein Krieg herrscht. Lexi hat sich in vier Monaten von einem kleinen Mädchen in eine erwachsene Frau entwickelt und scheint den Ort zu lenken. Sie trifft sich heimlich mit einem Espheni, den sie als ihren Vater ansieht. Anne sucht unterdessen verzweifelt nach ihrer Tochter Lexi und hat sich dabei in eine Kämpferin verwandelt, die vor nichts zurückschreckt, um ihre Tochter zu finden. Alle Figuren treffen in Chinatown wieder zusammen, während Lexi in einem Kokon steckt, in dem sie sich aufgrund ihrer Alien-DNA verändert. Nach der Metamorphose tötet sie ihre größte Bewunderin Lourdes und flieht zu ihrem Espheni-Vater. Da Lexi Chinatown verlassen hat, greifen die Espheni die Siedlung an. Nach einem Täuschungsmanöver der Menschen zieht der Feind in dem Glauben wieder ab, alles Leben in Chinatown zerstört zu haben. Wenig später findet Cochise heraus, dass sich die Energiequelle der Espheni auf dem Mond befindet. Im Plan zu ihrer Zerstörung nutzen sie einen abgeschossenen und teilweise reparierten Espheni-Bomber. Als Piloten werden Tom und Ben ausgelost. Weil Lexi zurückkehrt und ihre Hilfe bei der Mission anbietet, ersetzt sie Ben als Piloten. Lexi kann in einer Kamikazeaktion die Energiequelle der Espheni zerstören, während Tom mit dem Bomber in den Weltraum hinausgeschleudert wird. Er wird später von einer neuen Alienrasse, die er für wunderschön hält, geborgen.
Tom landet zu Beginn der fünften Staffel auf der Erde und kehrt zur „Zweiten Massachusetts“ zurück. Der Konflikt zwischen Tom und Pope eskaliert; Pope verlässt mit mehreren Leuten die Gruppe. In einer Scheune wird ein Kommunikationsrelais der Espheni entdeckt, das Ben verwenden kann, um mehr über die Pläne der Espheni zu erfahren. Die Espheni haben eine Zentrale in Washington, D.C. errichtet und ziehen ihre Truppen dort zusammen. Dort soll sich auch ein „höheres Wesen“ aufhalten, eine Art „Königin“ der Aliens. Die Kommunikation mit anderen menschlichen Milizen wird besser, und Tom beordert alle verfügbaren Truppen für einen großen Schlag nach Washington. Auf dem Weg dorthin trifft die Zweite Massachusetts auf eine Militäreinheit unter der Führung einer Bekannten von Weaver. Wegen ihrer vielen Kontakte zu den Espheni und den Volm werden sie aber für Verbündete des Feindes gehalten und Tom, Ben, Anne und Hal vor ein Erschießungskommando gestellt. Weaver kann die Soldaten aber von ihrer Unschuld überzeugen und dafür die Befehlshaberin als künstlichen Alien-Mischling enttarnen. Lexi kehrt ebenfalls als künstlicher Mischling zurück und will Tom töten, kommt aber selbst ums Leben. Auch Angriffe von Popes Männern und der Espheni werfen den Angriff auf Washington nur kurz zurück. Ben findet heraus, dass die Espheni-Königin sich am Lincoln Memorial aufhält. Beim Angriff auf Washington dringt Tom durch einen Tunnel zum Memorial vor und kann die Königin mit einer außerirdischen Biowaffe töten. Daraufhin bricht das Netzwerk der Espheni zusammen und alle Espheni sterben.
Nach dem Ende des Krieges hat Matt eine Chronik zum „Letzten Weltkrieg“ verfasst. Tom soll zum neuen Präsidenten gewählt werden.

## Figuren

### Hauptfiguren
Thomas „Tom“ Mason
Tom ist, nachdem seine Frau Rebecca von den Außerirdischen getötet wurde, der alleinerziehende Vater von Hal, Ben und Matt. Sie haben in Cambridge gelebt, wo Tom an einem dortigen College Geschichtsprofessor war. Er ist der stellvertretende Anführer der zweiten Massachusetts, der immer optimistisch bleibt. Mit Anne verbindet ihn nach und nach eine gute Freundschaft. Am Ende der ersten Staffel küsst er sie und geht mit den Außerirdischen mit, um Ben vor ihnen zu beschützen. Nach drei Monaten kehrt er zu seiner Truppe zurück, da ihn die Aliens haben gehen lassen. Dort wird ihm mit Misstrauen begegnet, da er einen Parasiten im Auge hatte, den Anne entfernen kann. Pope versucht sogar ihn zu zwingen, zwischen dem Tod und dem Verlassen der 2. zu wählen. Später kommt er mit Anne zusammen; sie wird in der zweiten Staffel schwanger. In der dritten Staffel wird er zum Präsidenten der Neuen Vereinigten Staaten ernannt, tritt aber zurück, um Anne zu suchen, die mit dem gemeinsamen Kind verschwunden ist.
 Dr. Anne Glass
Anne ist eine Kinderärztin, weswegen sie die Kranken und Verletzten versorgt. Auch hilft sie den Kindern, mit der Situation emotional fertigzuwerden, z. B. durch Maltherapie. Sie ist die Nichte von Scott und hat durch die Invasion ihren kleinen Sohn Sam und ihren Mann verloren. Sie hilft Dr. Harris dabei, den ehemals gefangen genommenen Kindern die verpflanzten Parasiten zu entfernen. Des Weiteren studieren sie gemeinsam die Skitters. Anne und Tom freunden sich während dieser Zeit gut an; im ersten Staffelfinale küssen sie sich, woraufhin sie später zusammenkommen. Ende der zweiten Staffel erfährt sie, dass sie schwanger ist. Allerdings verhält sich ihr Baby Lexi sehr seltsam, es kann bereits nach wenigen Tagen sprechen und stehen. Durch einen DNA-Test stellt sich heraus, dass sie ein Hybrid ist.
 Hal Mason
Hal ist der 17-jährige Sohn von Tom und Rebecca und der große Bruder von Ben und Matt. Er ist ein mutiger Kämpfer und Fahrer der zweiten Massachusetts, der dort mit Karen zusammenkommt. Vor dem Auftauchen der Außerirdischen war er in der Highschool ein sportlicher und beliebter Schüler. Nachdem Karen entführt wird, freundet er sich mit Maggie an, in die er sich später auch verliebt. In der dritten Staffel stellt sich heraus, dass er unter der Kontrolle der Espheni steht, allerdings kann er mit Hilfe eines Heilmittels der Skitter-Rebellen davon befreit werden.
 Matthew „Matt“ Mason
Matt ist der zu Beginn achtjährige Sohn von Tom und Rebecca und der kleine Bruder von Hal und Ben. Er wünscht sich sein altes Leben, will jedoch trotzdem neben seinen Brüdern und seinem Vater kämpfen. Er wird während der ersten Staffel 9 Jahre alt.
Lourdes Delgado
Lourdes ist eine überzeugte Christin und war auf einer Schwesternschule, wo sie einen Grundkurs in Anatomie wählte. Ihr Medizinstudium wurde durch die Außerirdischen schnell beendet. Sie hat anfangs ein Auge auf Hal geworfen und ein gutes Verhältnis zu Anne, der sie mit den Kranken und Verletzten hilft. Ursprünglich kommt sie aus Mexiko-Stadt und ist mit ihren Eltern im Alter von zehn Jahren in die USA gezogen. In der zweiten Staffel verliebt sie sich in Jamil; nachdem dieser getötet wird, verliert sie ihren Glauben. Von Diego, dem Freund von Weavers Tochter, erfährt sie, dass Nordmexiko praktisch ausradiert wurde. In der 3. Staffel stellt sich heraus, dass Lourdes gleich mehrere Augenwürmer in sich trägt und für sämtliche immer heftigeren Sabotageakte verantwortlich war, darunter auch die Ermordung des gewählten Präsidenten der USA, welcher den Angriff überlebte, aber bei einem „Gipfeltreffen“ zwischen der Charlestongruppe und den Resten der regulären Regierung verletzt und nach Charleston gebracht wurde. Am Ende der dritten Staffel sprengt sie einen Teil der unterirdischen Basis in die Luft und wird daraufhin festgenommen. Mitte der vierten Staffel wird sie von Lexi getötet.
 Anthony
Anthony ist ein Kämpfer der zweiten Massachusetts, der früher Polizist in Boston war. Er legt sich des Öfteren mit Pope an, wird jedoch im ersten Staffelfinale nach einem Angriff, bei dem er schwer verletzt wird, von diesem gerettet.
 Margaret „Maggie“
Maggie ist eine furchtlose und starke Frau. Sie wurde von Popes Truppe aufgenommen, jedoch von zwei Mitgliedern, von denen einer John Popes Bruder war, vergewaltigt. Sie schließt sich der zweiten Mass an, nachdem sie die beiden getötet hat, und verpflichtet sich als Kämpferin. Im Alter von 16 Jahren hatte sie mehrere Hirntumore, welche aber erfolgreich entfernt werden konnten. Danach wurde sie drogenabhängig und begann zu stehlen. Sie wurde gefasst und in eine Besserungsanstalt eingeliefert, wo ihre Schwangerschaft festgestellt wurde und sie einen Sohn zur Welt brachte, der ihr aber weggenommen wurde. Sie freundet sich mit Hal an und entwickelt Gefühle für ihn.
 John Pope
Pope ist ein Überlebender, der nicht an den Widerstand glaubt und von der zweiten Massachusetts gefangen genommen wird, nachdem er sie mit seiner Truppe angegriffen hat. Dort wird er als Koch, Munitionshersteller und Kämpfer eingesetzt. Er hat eine gegen die Mechs besonders wirksame Munition erfunden und findet Gefallen daran, Skitters zu töten. Laut eigener Auskunft saß er wegen Totschlags im Gefängnis und ist Vater einer Tochter und eines Sohnes, die bei ihrer Mutter in Florida leben bzw. lebten. Er verlässt die Gruppe zweimal, einmal flieht er, das zweite Mal geht er freiwillig, weil er Tom Masons Geschichte anzweifelt und ihm nicht mehr trauen will, wird jedoch verletzt gefunden und bleibt danach dabei. Hinter Pope scheint mehr zu stecken als „nur“ ein Gefängniskoch, so erfasst er z. B. die Summenformel eines Sprengstoffes mit einem Blick und erklärt diesen für zu schwach. Im Laufe der Serie verschafft sich Pope hohes Ansehen innerhalb der Gesellschaft, weil er fast alles besorgen kann und eine Art mobilen Markt sowie eine Bar betreibt, gerät jedoch wegen seiner offenen Kritik an Mason und Weaver immer wieder mit diesen aneinander, trotzdem verbindet ihn und Tom eine Art Hassliebe, beide scheinen sich nicht zu mögen, können sich aber im Kampf immer aufeinander verlassen und retten sich mehrmals gegenseitig das Leben.
 Ben Mason
Ben ist der 15-jährige Sohn von Tom und Rebecca und der Bruder von Hal und Matt. Er wurde von den Außerirdischen verschleppt und hat von ihnen einen Parasiten verpflanzt bekommen. Er wird von Hal entdeckt, kann gerettet werden und ihm wird ein Teil des Parasiten entfernt. Die übrig gebliebenen, aus seinem Rückgrat ragenden „Stacheln“ ermöglichen ihm eine direkte Kommunikation mit den Skitters, sowie eine weit über das Menschliche hinausgehende körperliche Leistungsfähigkeit. Vor der Invasion hatte er kein gutes Verhältnis zu Hal und hat am liebsten gelesen. Seit der zweiten Staffel ist er ein Kämpfer, wobei er später die zweite Mass verlässt. Er schließt sich dem Widerstand innerhalb der Aliens an und kehrt gegen Ende der 2. Staffel zur zweiten Mass zurück um zusammen mit den Menschen einen Anschlag gegen einen Overlord durchzuführen. Zum Ende der Staffel entschließt er sich erst einmal wieder bei seiner Familie zu bleiben. Eine vollständige Entfernung der „Stacheln“ lehnt er in Hinblick auf seine höhere Leistungsfähigkeit vorläufig ab.
 Captain Daniel „Dan“ Weaver
Weaver ist der meist rational agierende Anführer der zweiten Massachusetts, der seine Tochter Sophia durch die Angriffe verloren hat. Er gibt nie die Hoffnung auf, dass seine Ex-Frau Linda und seine ältere Tochter Jeanne noch am Leben sind. Er trifft in der zweiten Staffel auf Jeanne, die ihm erzählt, dass Linda tot ist. Mit Jeanne trifft er am Ende der Staffel in Charleston wieder zusammen. Als er zum Serienbeginn die Führung der zweiten Massachusetts übernimmt, wird ihm Tom Mason als Stellvertreter zugeteilt. Beide haben anfangs ihre Probleme mit dem jeweils anderen, im Laufe der Handlung lernen sie sich jedoch gegenseitig zu respektieren. Weaver ist trockener Alkoholiker, erleidet aber mehrere kurze Rückfalle aufgrund der verzweifelten Situation.
 Dai
Dai war Berufssoldat und ist nun ein Kämpfer und Fahrer der zweiten Massachusetts. Er sieht sich auf eine gewisse Weise als glücklich an, da er alleinstehend ist und somit bei der Invasion keine Verwandten oder Geliebten verloren hat. Im zweiten Staffelfinale wird er von einem Skitter getötet.
 Karen Nadler
Karen war eine Highschool-Schülerin und ist ebenfalls wie Hal eine gute Aufklärerin und Kämpferin der zweiten Massachusetts und in einer Beziehung mit ihm. Sie wird von den Außerirdischen entführt und ihr wird ein Parasit implantiert. Mitte der zweiten Staffel wird sie von der zweiten Mass’ aufgefunden und später als Spitzel der Overlords entlarvt. In der dritten Staffel tritt sie, inzwischen vollständig infiziert, die Nachfolge des Overlords an, steht jedoch unter Beobachtung und hat auch nicht alle Rechte eines Espheni-Anführers. Ende der dritten Staffel wird sie von Maggie getötet.
 Cochise
Cochise ist der Sohn des militärischen Anführers der Volm und deren Hauptkontaktperson zu den Menschen. Sein Charakter ähnelt stark dem von Tom Mason, so ist er eher friedlich eingestellt, aber bereit, alles im Kampf gegen die Espheni zu geben. Er stattet die 2. Mass auch mit neuen, besseren Waffen aus. Im Gegensatz zu seinem Vater versteht und unterstützt er den Kampf der Menschen und spricht sich auch offen gegen die von den Volm geplante Umsiedlung der Überlebenden nach Brasilien aus. Er wird im Kampf schwer verletzt, doch da sich die Volm genetisch dem Kampf angepasst haben, heilen seine Wunden sehr schnell. Er erwähnt, seine Heimat nie gesehen zu haben, da er im Weltraum geboren wurde, weil die Volm den Espheni bereits seit Jahrhunderten nachjagen und bewohnte Welten von ihnen zu befreien versuchen.

### Nebenfiguren
Jimmy Boland
Jimmy ist ein 13-jähriger Kämpfer der zweiten Massachusetts, der aus Boston kommt und Weaver als Vaterfigur ansieht, nachdem dieser ihm das Leben gerettet hat. Er wird in der zweiten Staffel von einem Skitter getötet.
Scott
Scott ist der Onkel von Anne und unterrichtet die Kinder der zweiten Massachusetts. Er versucht Kontakt zu anderen Widerständen herzustellen und die Kommunikation der Außerirdischen zu stören. Anfang der zweiten Staffel erfährt man, dass er gestorben ist.
Mike Thompson
Mike ist ein Soldat der zweiten Massachusetts und der Vater von Rick. Er wird vom Führer der siebten Massachusetts erschossen, da dieser Kinder an die Skitters gegen das Leben seiner kleinen Resttruppe eintauscht. Als die in die Falle gelockten Kinder der 2. Mass fliehen wollen, deckt er die Flucht und stirbt dabei.
Rick Thompson
Rick ist der Sohn von Mike und ein von den Außerirdischen verschlepptes Kind. Ihm wird ein Parasit eingepflanzt, dieser kann aber zum Teil durch Dr. Harris entfernt werden. Danach fühlt er sich jedoch noch immer den Skitters zugehörig und möchte sich ihnen freiwillig anschließen. Er verrät die zweite Massachusetts, sieht dann jedoch ein, dass dies ein Fehler war. In der zweiten Staffel erfährt man, dass er verschwunden ist, er taucht aber in der Mitte der zweiten Staffel wieder auf, wo er unabsichtlich von einem Kämpfer der zweiten Mass erschossen wird.
 Colonel Jim Porter
Porter führt den Widerstand in Massachusetts an. Er war zusammen mit Weaver im Desert Storm. Zunächst denkt man, er sei bei einem Gefecht getötet worden, dann taucht er jedoch Monate später in der Nähe von Charleston auf, als die Zweite dort ankommt.
 Dr. Michael Harris
Dr. Harris ist ein Wissenschaftler, der herausfinden will, wie man die Parasiten der Kinder entfernt, ohne bei ihnen bleibende Schäden zu hinterlassen oder sogar den Tod zu verursachen. Ebenfalls studiert er den gefangen genommenen Skitter, von dem er aber später getötet wird.
Jamil Dexter
Jamil arbeitet in der zweiten Mass als Mechatroniker, wo er mit Lourdes zusammenkommt. Er wird durch die spinnenähnlichen Außerirdischen getötet.
Jeanne Weaver
Jeanne ist die Tochter von Weaver und der verstorbenen Linda. Nachdem sie auf die zweite Mass gestoßen ist, fährt sie nach einer Weile mit ihrer kleinen Gruppe, angeführt von ihrem Freund Diego, weiter. Sie und ihr Vater treffen in Charleston wieder aufeinander. In Folge 4.04 erfährt man, dass sie in einen Mensch-Skitter-Hybriden verwandelt wurde. Bei dem Versuch ihren Vater zu beschützen, wird sie getötet.
Dr. Arthur Manchester
Arthur war ein früherer Mentor von Tom, der zwischenzeitlich die politische Führung in Charleston innehat. Er wird im Rahmen einer Machtübernahme durch das Militär seiner Position enthoben. Zuvor war er dafür eingetreten, keine militärischen Aktionen gegen die Aliens vorzunehmen, sondern abzuwarten. Zu Beginn der dritten Staffel wird er von Lourdes mit einer Volm-Handfeuerwaffe erschossen.
General Bressler
General Bressler ist der militärische Führer des Militärs in Charleston. Er übernimmt mithilfe eines Putsches die Führung in Charleston und will im Kampf gegen die Aliens selbst aktiv werden. Er steht den Ansichten von Tom Mason und Captain Weaver kritisch gegenüber, gibt ihnen jedoch die Chance auf den Angriff gegen den Overlord und erklärt sich bereit, später wieder eine zivile Führung einzusetzen. Bressler stirbt bei einem Flugzeugabsturz, nachdem er durch eine Notlandung in einem Wald Pope und Tom gerettet hat.
„Red-Eye“
Red-Eye ist der Anführer der Skitter-Rebellion und hat sich mit Ben Mason verbündet; er kann mittels Bens Stacheln (Reste der „Steuerung“ genannten Parasiten) mit Menschen kommunizieren. Dabei spricht Ben für ihn. Red-Eye versucht mehrmals, die Menschen auf seine Seite zu ziehen und riskiert dafür sogar sein Leben. Da die Menschen seine Bitte um ein Treffen ignorieren, dringt er in die unterirdische Anlage in Charleston ein, ohne jedoch aggressiv zu agieren. Er hat nur noch ein Auge; das andere ähnelt – namensgebend – aufgrund einer Verletzung im Kampf einer roten Kugel. Er wird beim Anschlag auf die Superwaffe von einem Overlord getötet, bittet die Menschen im Sterben aber, den Kampf mit den Skitter-Rebellen zusammen fortzusetzen. In Gedenken an ihn färben die Rebellen sich eine Gesichtshälfte rot, was auch eine Unterscheidung zu loyalen Skitters ermöglicht.

### Spezies (außer Menschen)
Espheni
Die Angreifer, die erst gegen Ende der ersten Staffel selbst in Erscheinung treten, sind große schlanke Humanoide mit starken körperlichen sowie geistigen Kräften. Sie sind offenbar nicht fähig zu sprechen oder wollen es nicht, sie ziehen es vor, über gesteuerte Kinder zu kommunizieren. Es scheint, als würden die Espheni keiner zentralen Führung folgen, da verschiedene „Overlords“ eigene Pläne und Ziele verfolgen. In der fünften Staffel wird offenbar, dass alle Espheni von einer zentralen Intelligenz, der „Königin“, gelenkt werden.
Skitters
Eine zunächst unintelligent wirkende, insektoide Spezies, die die Fußtruppen und Frontsoldaten der Espheni stellt. Im Laufe der Zeit stellt sich heraus, dass die Skitters sehr wohl denken und fühlen können, und die Form in der sie zu sehen sind, auch nicht ihre natürliche ist, sondern von derselben Steuerung, die auch Menschenkindern eingepflanzt wird, auf Dauer verursacht wird. Manche Skitters haben einen so starken Willen, dass sie die Steuerung durchbrechen können und einen kurzzeitigen Widerstand bilden.
Drohnen
Drohnen sind biomechanische Raumschiffe der Espheni. Sie bombardieren unter anderem Städte mit ihren Neutronenbomben. In Staffel 2 wird für kurze Zeit das Innenleben einer Drohne gezeigt, das der Steuerung der Skitter und gesteuerten Kinder gleicht. Sie sind nicht zu verwechseln mit Beamern, die über ein vollständiges Lebenserhaltungssystem verfügen und wesentlich größer als Drohnen sind. Beamer können – im Gegensatz zu Drohnen – als interplanetare Transportschiffe genutzt werden.
Volm
Die Volm sind eine Spezies, die den Menschen in vieler Hinsicht sehr ähnelt. Sie sind humanoid, haben jedoch eine schwarz-graue, ledrige Haut, große Augen und eine tiefe „Darth-Vader“-Stimme. Sie sind mit den Menschen verbündet, verfolgen aber auch eigene Pläne. Auch das Verhalten ähnelt stark dem der Menschen: sie benutzen Umgangssprache, haben keine Berührungsängste (z. B. bei Umarmungen oder Begrüßungen), bemühen sich aber um eine gewisse Höflichkeit und verstehen teils sprachliche Stilmittel wie Ironie und Sarkasmus nicht sofort bzw. falsch, lernen aber schnell dazu und benutzen diese dann auch selbst. Die Volm sind genetisch verbessert und können sich in einer Art Heiltrance selbst sehr schnell von Verwundungen oder Vergiftungen heilen. Sie führen schon seit Generationen Krieg gegen die Espheni, beide Spezies scheinen auch knapp an Ressourcen und Soldaten zu sein. Zu Beginn der vierten Staffel erfährt man vom Rückzug der Volm von der Erde, um ihre Familien vor den Espheni zu schützen; lediglich Cochise und wenige weitere Volm bleiben auf der Erde zurück.
Hornissen
Hornissen sind stark weiterentwickelte Skitters, denen jeglicher freier Wille fehlt. Sie verfügen über Flügel, haben jedoch ihre Beine und somit ihre Fähigkeit zu laufen verloren. Zumeist werden Skitters, die der Rebellion angehörten, zu Hornissen umgewandelt.

## Produktion
Im Mai 2009 beauftragte TNT die Produktion einer Pilotfolge zur damals noch unbenannten Serie. Robert Rodat schrieb das Drehbuch nach einer Idee von ihm und Steven Spielberg. Die Dreharbeiten zur Pilotfolge begannen 2009 im kanadischen Hamilton. Am 21. Januar 2010 beauftragte TNT die erste Staffel der Serie, deren Produktion im Juli 2010 begann und bis November des gleichen Jahres andauerte. Am 1. Juli 2010 wurde der Serientitel offiziell bekannt gegeben und auf der weltgrößten Comic-Messe, der San Diego Comic-Con International, wurden die ersten Sequenzen gezeigt.
Remi Aubuchon ersetzte zur zweiten Staffel Mark Verheiden als Showrunner. Die Dreharbeiten zu den ersten fünf Episoden der zweiten Staffel fanden zwischen dem 24. Oktober und dem 17. Dezember 2011 statt. Die restlichen Episoden wurden ab Januar 2012 gedreht. Am 11. Juli 2012 kündigte TNT eine dritte Staffel für Sommer 2013 an. Noch bevor Anfang Juli 2013 offiziell eine zwölfteilige vierte Staffel für eine Ausstrahlung im Jahr 2014 bestellt wurde, war David Eick als neuer Showrunner und Nachfolger von Aubuchon verpflichtet worden.

### Casting
Ende Juni 2009 erhielt Noah Wyle die Hauptrolle des Tom Mason. Im Juli 2009 stießen Moon Bloodgood als Anne Glass, Jessy Schram als Karen, Seychelle Gabriel als Lourdes und Maxim Knight als Matt zur Besetzung. Auf der Comic-Con 2010 wurde zudem bekannt, dass Sarah Carter in einer weiteren Hauptrolle zu sehen sein wird. Sie spielt die Rolle der Bikerin Maggie, die sich der Widerstandsgruppe anschließt.

### Vermarktung
Auf der offiziellen Webseite wird ein Webcomic von Dark Horse Comics angeboten, der vom portugiesischen Graffiti-Künstler Alexandre Farto mit dem Künstlernamen „Vhils“ gezeichnet wurde. Dieser Comic, von dem alle zwei Wochen ein neuer Teil erscheint, folgt den Charakteren der Serie nur wenige Wochen nach der Invasion und endet unmittelbar vor der Pilotfolge zur Serie. Am 15. Juni 2011 wurde ein Comic zur Serie mit 104 Seiten veröffentlicht.
Auf der offiziellen deutschen Seite wird ebenfalls ein Webcomic zur Serie auf Deutsch angeboten.
Als DVD-Satz ist die komplette Staffel von TNT produziert worden.

## Besetzung und Synchronisation
Die Synchronisation der Serie wurde bei der Berliner Synchron unter der Dialogregie von Andreas Pollak, Klaus Bauschulte und Roman Kretschmer erstellt.

### Hauptbesetzung
| Schauspieler      | Rollenname                          | Hauptrolle (Folgen)        | Nebenrolle (Folgen)                               | Synchronsprecher                                           |
| ----------------- | ----------------------------------- | -------------------------- | ------------------------------------------------- | ---------------------------------------------------------- |
| Noah Wyle         | Thomas „Tom“ Mason                  | 1.01–5.10                  |                                                   | Oliver Feld                                                |
| Moon Bloodgood    | Dr. Anne Glass                      | 1.01–3.04, 3.08, 3.10–5.10 |                                                   | Claudia Urbschat-Mingues                                   |
| Drew Roy          | Hal Mason                           | 1.01–5.10                  |                                                   | Konrad Bösherz                                             |
| Maxim Knight      | Matthew „Matt“ Mason                | 1.01–5.10                  |                                                   | Jonas Frenz                                                |
| Seychelle Gabriel | Lourdes Delgado                     | 1.01–4.07                  | 4.11                                              | Esra Vural                                                 |
| Mpho Koaho        | Anthony                             | 1.01–5.10                  |                                                   | Leonhard Mahlich                                           |
| Connor Jessup     | Ben Mason                           | 1.01–5.10                  |                                                   | Sebastian Kluckert                                         |
| Will Patton       | Captain/Colonel Daniel „Dan“ Weaver | 1.01–5.10                  |                                                   | Erich Räuker                                               |
| Sarah Carter      | Margaret „Maggie“                   | 1.02–5.10                  |                                                   | Cathlen Gawlich (Staffel 1–4), Diana Borgwardt (Staffel 5) |
| Colin Cunningham  | John Pope                           | 1.02–5.10                  |                                                   | Thomas Petruo                                              |
| Peter Shinkoda    | Dai                                 | 1.01–2.10                  | 3.08                                              | Robin Kahnmeyer                                            |
| Jessy Schram      | Karen Nadler                        | 1.01–1.03, 1.08, 1.10      | 2.01, 2.06–2.07, 2.10–3.02, 3.08–3.10, 4.03, 4.06 | Melanie Hinze                                              |
| Doug Jones        | Cochise                             | 3.01–5.10                  |                                                   | Matthias Klages                                            |
| Scarlett Byrne    | Alexis „Lexi“ Glass-Mason           | 4.01–4.12, 5.09            | 5.04                                              | Marie Christin Morgenstern                                 |
| Treva Etienne     | Dingaan Botha                       | 4.01–5.10                  |                                                   | Asad Schwarz, Valentin Stilu, Sebastian Christoph Jacob    |
| Mira Sorvino      | Sara                                | 4.04–5.03                  |                                                   | Marion Musiol                                              |

### Nebenbesetzung
| Schauspieler        | Rollenname                           | Nebenrolle (Folgen)  | Synchronsprecher       |
| ------------------- | ------------------------------------ | -------------------- | ---------------------- |
| Dylan Authors       | Jimmy Boland                         | 1.01–2.03            | Marco Eßer             |
| Bruce Gray          | Scott                                | 1.01–1.10            | Hasso Zorn             |
| Dale Dye            | Colonel/Brigadier General Jim Porter | 1.01–1.08, 2.08–3.09 | Axel Lutter            |
| Martin Roach        | Mike Thompson                        | 1.02–1.07            | Tilo Schmitz           |
| Daniyah Ysrayl      | Rick Thompson                        | 1.03–1.10, 2.05      | Maximilian Artajo      |
| Steven Weber        | Dr. Michael Harris                   | 1.03–1.05            | Oliver Siebeck         |
| Brandon Jay McLaren | Jamil Dexter                         | 2.01–2.07            | Nico Sablik            |
| Ryan Robbins        | Tector „Tec“                         | 2.01–4.07            | Steven Merting         |
| Brad Kelly          | Lyle                                 | 2.01–4.01            | Oliver Bettke          |
| Luciana Carro       | Crazy Lee                            | 2.02–3.03            | Amelie Plaas-Link      |
| Laci J. Mailey      | Jeanne Weaver                        | 2.04, 2.09–4.04      | Magdalena Turba        |
| Hector Bucio        | Diego                                | 2.04, 3.01–3.03      | Filipe Pirl            |
| Terry O’Quinn       | Dr. Arthur Manchester                | 2.09–3.01            | Lothar Hinze           |
| Matt Frewer         | General Bressler                     | 2.09–3.05            | Klaus-Dieter Klebsch   |
| Ty Olsson           | Sergeant Clemons                     | 2.09–2.10            | Sven Gerhardt          |
| Gloria Reuben       | Marina Louise Peralta                | 3.01–3.09            | Silke Matthias         |
| Megan Danso         | Deni                                 | 3.01–5.01            | Katharina Schwarzmaier |
| Robert Sean Leonard | Dr. Roger Kadar                      | 3.02–4.07            | Viktor Neumann         |
| Jennifer Ferrin     | Rebecca Mason                        | 3.08–5.10            | Katrin Zimmermann      |
| John DeSantis       | Shaq                                 | 4.04–5.10            | Thomas Schmuckert      |
| Melora Hardin       | Katie Marshall                       | 5.07–5.08            | Heike Schroetter       |

## Ausstrahlung

### Vereinigte Staaten
In den USA begann die Ausstrahlung der Serie am 19. Juni 2011 auf dem US-Kabelsender TNT mit einer Doppelfolge. Nach zehn ausgestrahlten Episoden lief am 7. August 2011 das erste Staffelfinale. Nachdem die Serie im Juli 2011 frühzeitig für eine zweite Staffel verlängert wurde, begann deren Ausstrahlung am 17. Juni 2012. Am 11. Juli 2012 gab TNT die Verlängerung der Serie um eine dritte Staffel bekannt, die wieder aus 10 Episoden bestehen wird. Die Ausstrahlung der dritten Staffel erfolgte vom 9. Juni bis zum 4. August 2013. Die Ausstrahlung der zwölf Episoden umfassenden vierten Staffel begann am 22. Juni 2014. Die fünfte und letzte Staffel wurde vom 28. Juni bis 30. August 2015 ausgestrahlt.

### Deutschland
Die Erstausstrahlung in Deutschland erfolgte bereits kurz nach dem US-Start auf dem zum Turner Broadcasting System gehörenden Bezahlfernsehsender TNT Serie, auf dem die Serie ab dem 24. Juni 2011 zu sehen war. Die zweite Staffel wurde ab dem 22. Juni 2012, also genau vier Tage nach US-Ausstrahlung, bei TNT Serie gezeigt, die dritte Staffel folgte ab dem 11. Juni 2013. Die Ausstrahlung der vierten Staffel begann am 15. Juli 2014, und damit mit einem größeren Abstand von drei Wochen nach dem US-Start am 22. Juni 2014. Die finale Staffel war vom 30. Juni bis 1. September 2015, jeweils zwei Tage nach dem US-Start, auf TNT zu sehen.
Die Rechte für die Ausstrahlung im frei empfangbaren Fernsehen lagen für die ersten vier Staffeln bei ProSiebenSat.1 Media. Die Ausstrahlung der ersten Staffel erfolgte in Doppelfolgen vom 21. November bis zum 19. Dezember 2011 auf dem zur Mediengruppe gehörenden Privatsender ProSieben. Im Durchschnitt erreichte die erste Staffel 1,62 Millionen (12,2 Prozent) der werberelevanten Zielgruppe und 2,31 Millionen (7,0 Prozent) beim Gesamtpublikum.
Bei ProSieben wurde die zweite Staffel vom 23. November 2012 bis 21. Dezember 2012 ausgestrahlt. Die Ausstrahlung der dritten Staffel fand ab dem 19. November 2014 in wöchentlichen Doppelfolgen auf dem ebenfalls zur ProSiebenSat.1 Media gehörenden Privatsender ProSieben Maxx statt. Allerdings war die Staffel bereits Monate zuvor beim Video-on-Demand-Dienst Maxdome, der auch dergleichen Mediengruppe angehört, in deutscher Sprache zu sehen. Die vierte Staffel wurde ab dem 4. Februar 2015 bei ProSieben Maxx ausgestrahlt.
Für die fünfte Staffel wechselte die Serie zum Sender RTL II, wo die Ausstrahlung vom 31. Oktober bis 8. November 2015 erfolgte.

### International
International wird die Serie in rund 75 weiteren Ländern ausgestrahlt.

## Rezeption
Die erste Staffel der Serie hat bei Metacritic einen Metascore von 71/100. Ken Tucker, ein Kritiker von Entertainment Weekly, gab der Serie die Note „B+“ und sagte, dass „das Spektakel Menschen gegen Außerirdische die Zuschauer anzieht“.

## Wissenswertes
Der Drohlaut der Skitters gleicht dem Laut der Velociraptoren im Film Jurassic Park.